# The Ruler's Back
Albums de Slick Rick
The Great Adventures of Slick Rick
(1988) Behind Bars
(1994)
Singles
1. I Shouldn't Have Done It
Sortie : 6 juin 1991
2. Mistakes of a Woman in Love with Other Men
Sortie : 2 juillet 1989
3. It's a Boy
Sortie : 21 novembre 1991

The Ruler's Back est le deuxième album studio de Slick Rick, sorti le 2 juillet 1991.
L'album a été enregistré juste avant l'incarcération du rappeur, condamné à cinq ans d'emprisonnement pour meurtre au second degré, tentative d'assassinat, possession illégale et utilisation d'une arme à feu.
L'opus s'est classé 18e au Top R&B/Hip-Hop Albums et 29e au Billboard 200.

## Liste des titres
| No  | Titre                                                                               | Contient un (des) sample(s) de | Durée |
| --- | ----------------------------------------------------------------------------------- | --- | ----- |
| 1.  | King (Produit par Vance Wright et Slick Rick)                                       | The Ruler's Back de Slick Rick La Di Da Di de Doug E. Fresh et Slick Rick King of Rock de Run–DMC | 3:42  |
| 2.  | I Shouldn't Have Done It (Produit par Vance Wright)                                 | More Peas de Fred Wesley and The J.B.'s Think (About It) de Lyn Collins Get Up (I Feel Like Being a) Sex Machine de James Brown Get Up Offa That Thing de James Brown The New Rap Language de Spoonie Gee and The Treacherous Three La Di Da Di de Doug E. Fresh et Slick Rick      | 4:05  |
| 3.  | Bond (Produit par Vance Wright)                                                     | Stoned Out of My Mind des Chi-Lites Do the Funky Penguin de Rufus Thomas The Wildstyle de Time Zone Bring the Noise de Public Enemy | 2:53  |
| 4.  | Moses (Produit par Vance Wright et Slick Rick)                                      | Sunday Coming d'Alton Ellis Impeach the President des Honey Drippers Different Strokes de Syl Johnson Punk Rock Rap des Cold Crush Brothers Here We Go (Live at the Funhouse) de Run–DMC                                                                                            | 4:04  |
| 5.  | Tonto (Produit par Vance Wright et Slick Rick)                                      | | 3:17  |
| 6.  | Mistakes of a Woman in Love With Other Men (Produit par Vance Wright et Slick Rick) | I'm Broken Hearted de James Brown Think (About It) de Lyn Collins Double Barrel de Dave & Ansel Collins Christmas Rappin' de Kurtis Blow Here We Go (Live at the Funhouse) de Run–DMC AJ Scratch de Kurtis Blow It's Yours de T La Rock & Jazzy Jay Bring the Noise de Public Enemy | 4:08  |
| 7.  | Venus (Produit par Vance Wright)                                                    | Venus de Frankie Avalon Synthetic Substitution de Melvin Bliss Pump That Bass d'Original Concept Change the Beat (Female Version) de Beside Bring the Noise de Public Enemy La Di Da Di de Doug E. Fresh et Slick Rick                                                              | 3:45  |
| 8.  | Ship (Produit par Vance Wright et Slick Rick)                                       | Change the Beat (Female Version) de Beside La Di Da Di de Doug E. Fresh et Slick Rick You Baby des Turtles | 3:05  |
| 9.  | It's a Boy (Produit par Vance Wright)                                               | Impeach the President des Honey Drippers Ike's Mood I d'Isaac Hayes Mister Magic de Grover Washington, Jr. | 3:29  |
| 10. | Top Cat (Produit par Vance Wright et Slick Rick)                                    | Funky President de James Brown | 3:23  |
| 11. | Runaway (Produit par Vance Wright et Slick Rick)                                    | Think (About It) de Lyn Collins The Show de Doug E. Fresh, Slick Rick and The Get Fresh Crew | 3:49  |
| 12. | Slick Rick - The Ruler (Produit par Mr. Lee)                                        | La Di Da Di by Doug E. Fresh and Slick Rick Think (About It) de Lyn Collins Gonna Make You Sweat (Everybody Dance Now) de C+C Music Factory featuring Freedom Williams The Payback de James Brown Mona Lisa de Slick Rick Teacher, Teacher de Slick Rick                            | 6:06  |